# Stazione di Bellinzago
La stazione di Bellinzago è una fermata ferroviaria posta sul tronco comune alle linee Arona-Novara e Luino-Novara, ubicata nell'omonimo comune.
La gestione degli impianti è affidata a Rete Ferroviaria Italiana che classifica la stazione nella categoria "Bronze".

## Struttura ed impianti
Il piazzale è dotato del solo binario di corsa, la cui banchina è interrotta da un passaggio a livello.
Il fabbricato viaggiatori si compone di due livelli interamente chiusi al pubblico. L'edificio è in muratura ed è tinteggiato di bianco. La struttura si compone di due finestre rettangolari al primo piano e tre al secondo.
Accanto al fabbricato viaggiatori c'è un corpo minore ad un solo piano, anch'esso chiuso al pubblico.
Sul lato binari è presente una pensilina in metallo.
La pianta del fabbricato è rettangolare.

## Movimento
Il servizio passeggeri è svolto da parte di Trenitalia (controllata del gruppo Ferrovie dello Stato) per conto della Regione Piemonte.
La fermata è servita da sette coppie di treni regionali della direttrice Novara-Arona nei giorni feriali.